# Evergestis marocana
Evergestis marocana là một loài bướm đêm trong họ Crambidae.